# Bruno Oberle

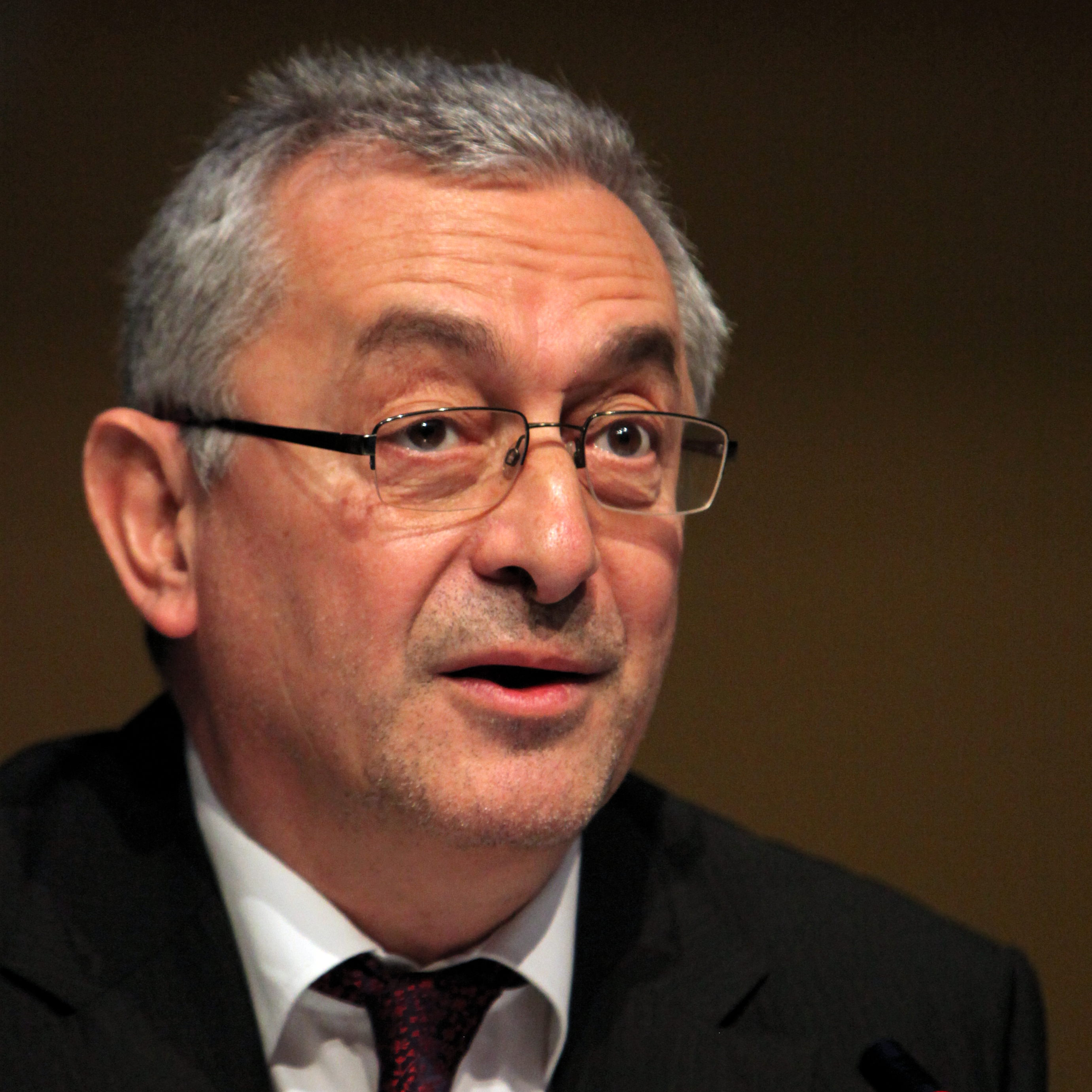
Bruno Oberle

Bruno Maria Carmelo Oberle (* 12. Oktober 1955 in St. Gallen) war von 2006 bis 2015 Direktor des Bundesamtes für Umwelt (BAFU).
Bruno Oberle wuchs in Locarno auf und studierte an der ETH Zürich Biologie, absolvierte Zusatzausbildungen in Volkswirtschaften und Pädagogik und promovierte danach an der ETH Zürich. Ab 1980 war er im Bereich Umweltmanagement und -schutz tätig. Als Berater unterstützte er öffentliche Verwaltungen und Unternehmen in technischen und strategischen Fragen des Umweltschutzes. Während mehrerer Jahre war er Dozent an der Abteilung für Umweltnaturwissenschaften der ETH Zürich.
Von 1999 bis 2005 war Bruno Oberle als Vizedirektor des damaligen Bundesamtes für Umwelt, Wald und Landschaft (BUWAL) für den technischen Umweltschutz zuständig. Per 1. Oktober 2005 ernannte ihn der Bundesrat zum Direktor des damaligen BUWAL und per 1. Januar 2006 zum Direktor des Bundesamtes für Umwelt. Per Ende 2015 verliess er das BAFU und trat eine Stelle als Titularprofessor für Grüne Wirtschaft an der EPF Lausanne an. Als Nachfolger wählte der Bundesrat am 27. Januar 2016 Marc Chardonnens zum neuen Direktor des BAFU.
Seit 2020 ist Oberle IUCN-Direktor.